# 金體美鯿
金體美鯿（學名：Notemigonus crysoleucas），為輻鰭魚綱鯉形目雅羅魚科的其中一種，分布於北美洲加拿大新斯科細亞省至美國德克薩斯州南部大西洋沿岸的淡水、半鹹水流域，包含五大湖、密西西比河，本魚體呈紡錘形且且側扁，嘴小，上翹，鼻子尖，側線彎曲，體背部呈深綠色或橄欖色，腹部呈銀白色，較小個體的側面是銀色，較大個體的側面是金色，側面可能有淡淡的暗色條紋，體被圓鱗，易脫落，腹鰭與臀鰭基部之間的腹部有肉質龍骨，無鱗，背鰭軟條7-9枚、臀鰭軟條8-9枚，體長可達32公分，喜歡安靜的水域，成群活動，因此可以在湖泊、池塘、泥沼和溝渠中找到，有時出現在河流最安靜的地方，喜歡雜草叢生的地方，對污染、渾濁和低氧含量具有相當的耐受性還可以忍受高達 40 °C (104 °F) 的溫度，屬雜食性，以藻類、昆蟲、浮游生物等為食，可做為食用魚、養殖魚、餌魚及觀賞魚。